# Heterocyathus
Genre
Synonymes
- genre Brachytrochus Duncan, 1876[2]
- genre Brachytrochus Reuss, 1864[2]
- genre Brachytrossatus Strand, 1928[3]
- sous-genre Heterocyathus (Stephanoseris) Milne Edwards & Haime, 1851[2]
- genre Psammoseris Milne Edwards & Haime, 1851[2]
- genre Spongiocyathus Folkeson, 1919[2]
- genre Stephanoseris Milne Edwards & Haime, 1851[2]

Heterocyathus est un genre de coraux durs de la famille des Caryophylliidae.

## Liste d'espèces
| Selon World Register of Marine Species (27 juin 2015) : - Heterocyathus aequicostatus Milne Edwards & Haime, 1848 - Heterocyathus alternatus Verrill, 1865 - Heterocyathus antoniae Reyes, Santodomingo & Cairns, 2009 - Heterocyathus hemisphaericus Gray, 1849 - Heterocyathus sulcatus (Verrill, 1866) | Selon ITIS (27 juin 2015) : - Heterocyathus aequicostatus Milne-Edwards & Haime, 1848 - Heterocyathus alternatus Verrill, 1865 - Heterocyathus hemisphaericus Gray, 1849 - Heterocyathus japonica (Verrill, 1866) - Heterocyathus sulcatus (Verrill, 1866) |